# Robert Cluck

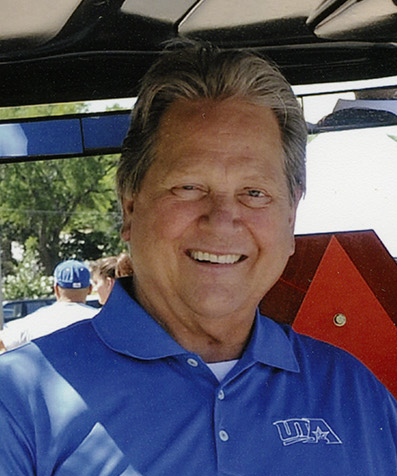
Robert Cluck

Robert N. Cluck (* 20. März 1939 in Cisco, Texas) ist ein US-amerikanischer Kommunalpolitiker. Seit Mai 2003 ist er Bürgermeister der texanischen Stadt Arlington.

## Werdegang
Cluck wuchs in Cisco auf. Seine vorklinische Ausbildung erhielt er an der Southern Methodist University in Dallas und studierte im Anschluss an der University of Texas Southwestern Medical School. Während des Vietnamkrieges diente er zwei Jahre in der US Air Force als Erster Medizinischer Offizier der Clark Air Base auf den Philippinen. Von 1971 bis 1994 war Cluck als Gynäkologe in Arlington niedergelassen. Seit 2002 ist er Vizepräsident für den medizinischen Bereich am Arlington Memorial Hospital.
Seine politische Laufbahn begann er als Vertreter des Council Districts 4 im City Council von Arlington, dem er zwei Wahlperioden lang angehörte. Im Mai 2003 wurde er zum Bürgermeister von Arlington gewählt.